# Šta
Šta (stsl. šta) je naziv za slovo glagoljice i stare ćirilice. 
Koristilo se za zapis skupa /št/, te u glagoljici kao broj 800. U staroslavenskom se na mjestu gdje se u štokavskim i čakavskim govorima nalazi ć (t' ili č', kao u kajkavskim), uglavnom nalazio skup 'št', jer je u staroslavenskom praslavensko ť prešlo u št, a tako je i danas u bugarskom. 
Npr. staroslavenska riječ za noć je bila noštь. Skup št se ponašao na kraju sloga kao jedan glas, kao i st, zd i žd.
Oblik slova je izveden iz ša.
U bugarskoj ćirilici još uvijek postoji poseban znak za št (щ), a u ruskoj i ukrajinskoj se taj znak koristi za šč.
Standard Unicode i HTML ovako predstavljaju slovo šta u glagoljici:
|                  | Unikod | Unikod                         | HTML     | HTML | izgled ovisi o pregledniku | poveznice (engl.)                |
| k. točka         | naziv  | kod                            | entitet  |      | izgled ovisi o pregledniku | poveznice (engl.)                |
| ---------------- | ------ | ------------------------------ | -------- | ---- | -------------------------- | -------------------------------- |
| veliko slovo šta | U+2C1B | GLAGOLITIC CAPITAL LETTER SHTA | &#x2C1B; | nema | Ⱋ                          | detaljni podaci test preglednika |
| malo slovo šta   | U+2C4B | GLAGOLITIC SMALL LETTER SHTA   | &#x2C4B; | nema | ⱋ                          | detaljni podaci test preglednika |

## Poveznice
- hrvatski jezik
- staroslavenski jezik
- glagoljica
- ćirilica

## Vanjske poveznice
- Definicija glagoljice u standardu Unicode (PDF) (eng.)
- Stranica R. M. Cleminsona, s koje se može instalirati font Dilyana koji sadrži glagoljicu po standardu Unicode  Arhivirana inačica izvorne stranice od 29. listopada 2005. (Wayback Machine) (eng.)